# Rodney Ken-Ah-Kong
Rodney Ken-Ah-Kong (ur. 10 lipca 1987 w La Digue) – seszelski siatkarz, grający na pozycji środkowego, reprezentant Seszeli.
Jest uważany za jednego z najlepszych seszelskich siatkarzy. Występował już w kadrze narodowej.